# Tespe
Die Gemeinde Tespe liegt im Nordosten des Landkreises Harburg und gehört zur Samtgemeinde Elbmarsch in Niedersachsen.

## Geographie

### Lage
Die Gemeinde Tespe liegt im östlichen Teil der Samtgemeinde Elbmarsch. Im Westen grenzen die Gemeinde Marschacht und im Norden die Elbe an, östlich und südlich grenzt der Landkreis Lüneburg an.

### Gemeindegliederung
Tespe besteht aus den Dörfern Tespe, Bütlingen und Avendorf.
Ortsteil Tespe
Der Ortsteil Tespe liegt südlich der Elbe. Das Dorf verfügt über einen eigenen Sportschifffahrtshafen. Seine Nachbardörfer sind im Süden Bütlingen, im Osten Avendorf und im Westen Obermarschacht. Tespe ist mit etwa 300 Jahren das jüngste dieser Dörfer. Im Ort gibt es zahlreiche Vereine, wie z. B. den TSV Tespe, den Angelsportverein SAV Tespe und den Schützenverein Tespe. Eine weitere Organisation ist die Freiwillige Feuerwehr Tespe als die älteste Feuerwehr im Landkreis Harburg, die seit 1854 besteht.

## Geschichte
Das Dorf Tespe wird im Ratzeburger Zehntregister von 1230 erstmals urkundlich erwähnt als Toschope. Die Forschung geht davon aus, dass Tespe bereits um das Jahr 1000 von sächsischen Siedlern gegründet wurde. Dem Ortsnamen liegt das altsächsische Grundwort Hop „Haufe“ zugrunde und bezeichnet ähnlich wie Wiershop den Platz, an dem sich etwas zusammenfindet. Das Dorf wurde noch vor der Mitte des 14. Jahrhunderts ebenso wie das Dorf Avendorf in die südlich gelegene Elbmarsch verlegt. Auf dem alten Flurstück des ehemaligen Dorfes wurde später die Zollstelle Tesperhude errichtet.
Seit dem Jahr 1986 gab es in Tespe eine überdurchschnittlich hohe Anzahl von Kindern, die an Leukämie erkrankt sind. Diese Erkrankungen werden in der Presse und auch von einigen begutachtenden Wissenschaftlern in Zusammenhang mit dem Kernkraftwerk Krümmel und dem auf der gegenüberliegenden Elbseite gelegenen GKSS-Forschungszentrum gebracht.

## Eingemeindungen
Die Gemeinde entstand in ihrer heutigen Form durch die Gebietsreform vom 1. Juli 1972. Davor waren die Gemeinden Tespe, Avendorf und Bütlingen selbständig und gehörten zum Landkreis Lüneburg.

## Politik

### Gemeinderat
Der Rat der Gemeinde Tespe setzt sich aus 15 Ratsfrauen und Ratsherren zusammen. Die Ratsmitglieder werden durch eine Kommunalwahl für jeweils fünf Jahre gewählt.
Bei der Kommunalwahl 2021 ergab sich folgende Sitzverteilung:
| Sitzverteilung im Gemeinderat Tespe seit 2021Insgesamt 15 Sitze - Grüne: 2 - SPD: 5 - Piraten: 1 - CDU: 4 - FW: 3 |

Stand: Kommunalwahl am 12. September 2021

### Wappen
| Wappen von Tespe | Blasonierung: „Geteilt von Silber (Weiß) und Grün; oben ein wachsendes rotes niedersächsisches Bauernhaus mit schwarzem Fachwerk und Dach, unten ein silberner (weißer) Wellenbalken.“                                                                   |
| Wappen von Tespe | Wappenbegründung: Das niedersächsische Bauernhaus symbolisiert die große Bedeutung der Landwirtschaft und die geographische Lage der Gemeinde. Der Wellenbalken steht für die Elbe und der grüne Grund für die Elbmarschen an denen die Gemeinde grenzt. |

### Flagge
|  | 00Hissflagge:„Die Flagge ist schwarz-rot geteilt mit dem aufgelegten Wappen in der Mitte.“ |

## Persönlichkeiten
- Ernst Reinstorf (1868–1960), Lehrer, Heimatforscher und Schriftsteller; geboren im Ortsteil Bütlingen